# オズゲ・ユルトダギュレン
オズケ・ユルトダギュレン（Özgenur Yurtdagülen、女性、1993年8月6日 - ）は、トルコのバレーボール選手。ポジションはミドルブロッカー。トルコ代表。

## 来歴
2012年、ガラタサライに入団し、プロとしてのキャリアをスタートさせる。2014年、トルコ代表に初選出され、同年の世界選手権に出場した。

## 球歴
- 世界選手権 - 2014年

## 所属クラブ
- ガラタサライ（2012-2013年）
- Yeşilyurt（2013-2014年）
- ガラタサライ（2014-2015年）
- サリエル・ベレディイェスポル（2015-2016年）
- ワクフバンクSK（2016-2017年）
- ニルフェル・ベレディイェスポル（2017-2019年）
- トゥルク・ハヴァ・ヨラーリ（2019-2021年）
- Mert Grup Sigorta（2021-2022年）
- Aydın Büyükşehir Belediyespor（2022-）